# San Agustín, Huila
San Agustín (phát âm tiếng Tây Ban Nha: [san aɣusˈtin]) là một đô thị và thị trấn nhỏ ở miền nam Colombia, trong khu vực hành chính Huila. Thị trấn nằm cách Neiva, là thủ phủ của Huila khoảng 227 km với dân số khoảng 30.000 người. Ngôi làng ban đầu được thành lập năm 1752 bởi Alejo Astudillo nhưng cuộc tấn công bởi những người dân bản địa bị làm cho nó bị phá hủy. Làng mới được thành lập vào năm 1790 bởi Lucas de Herazo và Mendigaña.
Khu vực này có khí hậu ôn hòa với nhiệt độ trung bình quanh năm là 18 °C. Nơi đây rất nổi tiếng nhờ những địa điểm khảo cổ thời tiền Colombo thuộc nền văn hóa San Agustín cổ đại. Giờ đây nó được gọi là Công viên khảo cổ San Agustín, nơi tạo ra doanh thu đáng kể cho nền kinh tế của thị trấn nhờ vào hoạt động du lịch. Năm 1995, UNESCO đã công nhận địa điểm này là một Di sản thế giới.